# Monety kolekcjonerskie III RP w 2023
W 2023 r. Narodowy Bank Polski wyemitował 26 monet kolekcjonerskich, 18 srebrnych i 6 złotych oraz dwie okolicznościowe pięciozłotówki z serii Odkryj Polskę. NBP wspólnie z Narodowym Bankiem Ukrainy wprowadził do sprzedaży zestaw monet 10 złotych i 10 hrywien na znak przyjaźni i braterstwa Polski okazanej wobec Ukrainy podczas agresji rosyjskiej na jej terytorium. W tym roku zainaugurowano także dwie serie monet: W Polskę wierzę i Polskie banknoty obiegowe.

## Spis monet
| Moneta                                                                             | Nominał               | Stop                    | Średnica (mm) | Masa (g) | Nakład | Data emisji     | Projektant                                | Wizerunek     |
| ---------------------------------------------------------------------------------- | --------------------- | ----------------------- | ------------- | -------- | ------ | --------------- | ----------------------------------------- | ------------- |
| 160. rocznica Powstania Styczniowego                                               | 20 złotych            | Ag 925                  | 38,61         | 28,28    | 10 000 | 16 stycznia     | Paweł Pietras                             | awersrewers   |
| 160. rocznica Powstania Styczniowego                                               | 20 złotych            | Druk cyfrowy            |               |          |        |                 |                                           |               |
| 160. rocznica Powstania Styczniowego                                               | 200 złotych           | Au 900                  | 27            | 15,50    | 1 200  | 16 stycznia     | Paweł Pietras                             | awersrewers   |
| Stanisław Leszczyński Seria: Skarby Stanisława Augusta                             | 50 złotych            | Ag 999                  | 45            | 62,20    | 6 000  | 26 stycznia     | Robert Kotowicz Anna Wątróbska-Wdowiarska | awersrewers   |
| Stanisław Leszczyński Seria: Skarby Stanisława Augusta                             | 500 złotych           | Au 999                  | 45            | 62,20    | 600    | 26 stycznia     | Robert Kotowicz Anna Wątróbska-Wdowiarska | awersrewers   |
| Mikołaj Kopernik                                                                   | 50 złotych            | Ag 999                  | 45            | 62,20    | 7 000  | 9 lutego        | Urszula Walerzak                          | awersrewers   |
| Mikołaj Kopernik                                                                   | 50 złotych            | Wysoki relief, bursztyn |               |          |        |                 |                                           |               |
| Józef Kuraś „Ogień” Seria: Wyklęci przez komunistów żołnierze niezłomni            | 10 złotych            | Ag 925                  | 32            | 14,14    | 10 000 | 15 marca        | Dobrochna Surajewska                      | awersrewers   |
| Józef Kuraś „Ogień” Seria: Wyklęci przez komunistów żołnierze niezłomni            | 10 złotych            | Tampondruk              |               |          |        |                 |                                           |               |
| Stanisław Wojciechowski                                                            | 10 złotych            | Ag 925                  | 32            | 14,14    | 10 000 | 4 kwietnia      | Dominika Karpińska-Kopiec                 | awersrewers   |
| 80. rocznica wybuchu powstania w getcie warszawskim                                | 10 złotych            | Ag 925                  | 32            | 14,14    | 10 000 | 12 kwietnia     | Sebastian Mikołajczak                     | awersrewers   |
| 80. rocznica wybuchu powstania w getcie warszawskim                                | 200 złotych           | Au 900                  | 27            | 15,50    | 1 200  | 12 kwietnia     | Sebastian Mikołajczak                     | awersrewers   |
| Polska rodzina Seria: W Polskę wierzę                                              | 10 złotych            | Ag 925                  | 32            | 14,14    | 10 000 | 10 maja         | Urszula Walerzak                          | awersrewers   |
| Polska rodzina Seria: W Polskę wierzę                                              | 10 złotych            | Druk UV                 |               |          |        |                 |                                           |               |
| Banknot o nominale 10 zł Seria: Polskie banknoty obiegowe                          | 10 złotych            | Au 999                  | 50×25         | 31,10    | 1 500  | 20 czerwca      | Robert Kotowicz                           | awersrewers   |
| Stanisław Sojczyński „Warszyc” Seria: Wyklęci przez komunistów żołnierze niezłomni | 10 złotych            | Ag 925                  | 32            | 14,14    | 10 000 | 18 lipca        | Dobrochna Surajewska                      | awersrewers   |
| Stanisław Sojczyński „Warszyc” Seria: Wyklęci przez komunistów żołnierze niezłomni | 10 złotych            | Tampondruk              |               |          |        |                 |                                           |               |
| 600-lecie nadania Łodzi praw miejskich                                             | 10 złotych            | Ag 925                  | 32            | 14,14    | 10 000 | 25 lipca        | Dominika Karpińska-Kopiec                 | awersrewers   |
| Warszawskie Termopile Seria: Polskie Termopile                                     | 20 złotych            | Ag 925                  | 38,61         | 28,28    | 10 000 | 17 sierpnia     | Urszula Walerzak Kajetan Karkuciński      | awersrewers   |
| Przyjaźń i braterstwo to największe bogactwo                                       | 10 złotych 10 hrywien | Ag 999                  | 26,42×50,00   | 31,10    | 10 000 | 24 sierpnia     | Wołodymyr Taran                           | awersyrewersy |
| Przyjaźń i braterstwo to największe bogactwo                                       | 10 złotych 10 hrywien | Tampondruk              |               |          |        |                 |                                           |               |
| Sowiecka agresja na Polskę – 17 IX 1939 r.                                         | 20 złotych            | Ag 925                  | 38,61         | 28,28    | 12 000 | 5 września      | Robert Kotowicz                           | awersrewers   |
| Sowiecka agresja na Polskę – 17 IX 1939 r.                                         | 20 złotych            | Oksyda                  |               |          |        |                 |                                           |               |
| 30. rocznica wycofania wojsk sowieckich z Polski                                   | 10 złotych            | Ag 925                  | 32            | 14,14    | 10 000 | 14 września     | Grzegorz Pfeifer                          | awersrewers   |
| Marsz Niepodległości                                                               | 10 złotych            | Ag 925                  | 32            | 14,14    | 10 000 | 26 września     | Dobrochna Surajewska                      | awersrewers   |
| Marsz Niepodległości                                                               | 10 złotych            | Druk UV                 |               |          |        |                 |                                           |               |
| 500. rocznica urodzin Anny Jagiellonki                                             | 50 złotych            | Ag 999                  | 45            | 62,20    | 7 000  | 3 października  | Paulina Kotowicz                          | awersrewers   |
| 500. rocznica urodzin Anny Jagiellonki                                             | 50 złotych            | Wysoki relief           |               |          |        |                 |                                           |               |
| Odsiecz wiedeńska                                                                  | 50 złotych            | Ag 999                  | 32×50         | 62,20    | 6 000  | 10 października | Sebastian Mikołajczak                     | awersrewers   |
| Odsiecz wiedeńska                                                                  | 50 złotych            | Wysoki relief           |               |          |        |                 |                                           |               |
| Odsiecz wiedeńska                                                                  | 100 złotych           | Au 900                  | 21            | 8        | 1 200  | 10 października | Sebastian Mikołajczak                     | awersrewers   |
| 250. rocznica powołania Komisji Edukacji Narodowej                                 | 10 złotych            | Ag 999                  | 32            | 31,10    | 10 000 | 12 października | Dominika Karpińska-Kopiec                 | awersrewers   |
| 250. rocznica powołania Komisji Edukacji Narodowej                                 | 10 złotych            | Wysoki relief           |               |          |        |                 |                                           |               |
| August III Sas Seria: Skarby Stanisława Augusta                                    | 50 złotych            | Ag 999                  | 45            | 62,20    | 6 000  | 5 grudnia       | Robert Kotowicz                           | awersrewers   |
| August III Sas Seria: Skarby Stanisława Augusta                                    | 500 złotych           | Au 999                  | 45            | 62,20    | 600    | 5 grudnia       | Robert Kotowicz                           | awersrewers   |